# 海烏姆縣

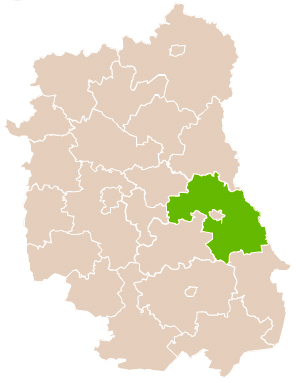

51°9′N 23°29′E / 51.150°N 23.483°E
海烏姆縣（波蘭語：Powiat chełmski），是波蘭的縣份，位於該國東部，由盧布林省負責管轄，首府設於海烏姆，面積1,780平方公里，2006年人口79,991，人口密度每平方公里45人。